# L'État, c'est moi!

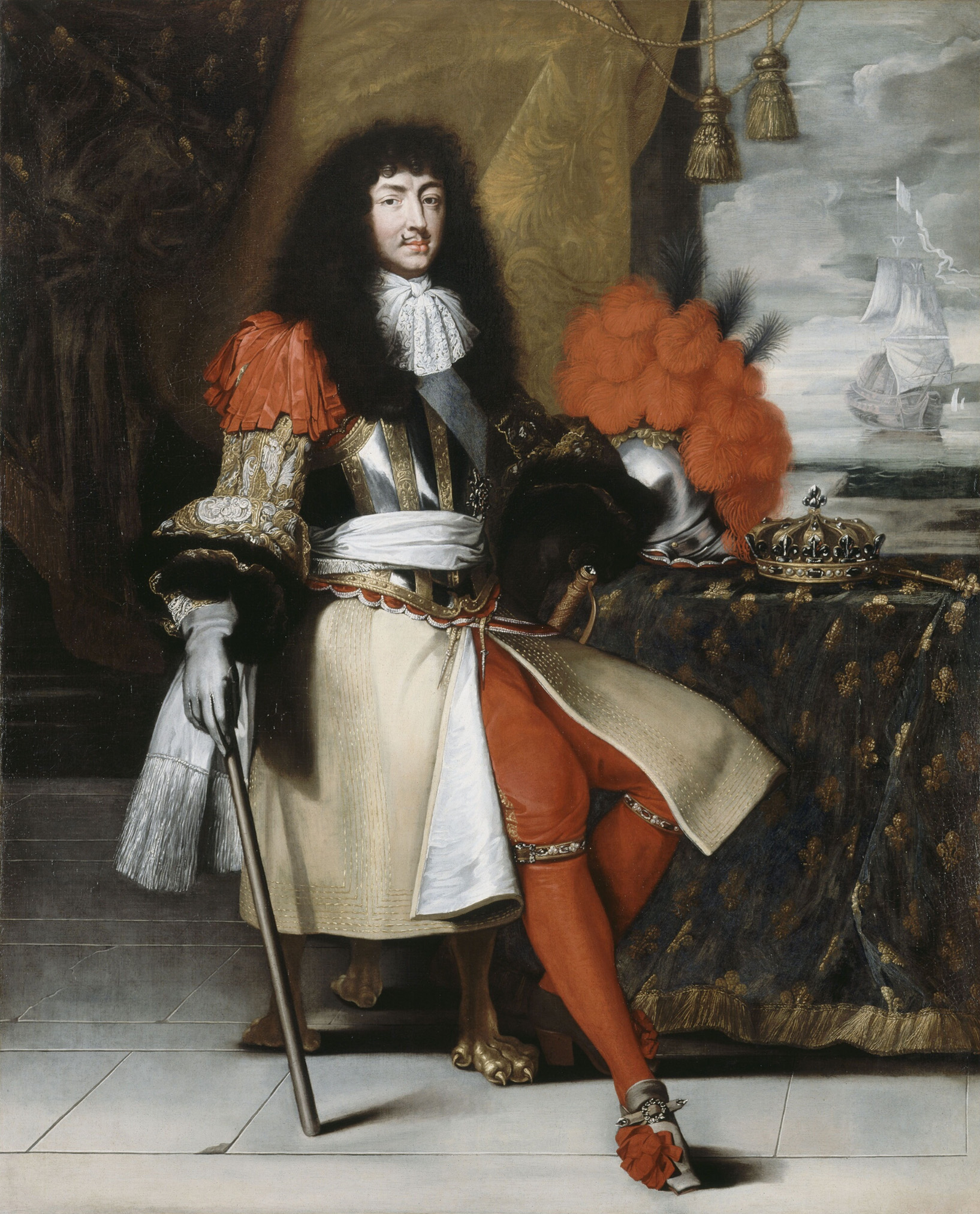
Luigi XIV di Francia

L'espressione di lingua francese L'État, c'est moi ("Lo Stato sono io"), è comunemente attribuita a Luigi XIV, il re di Francia noto per aver instaurato una monarchia assoluta per diritto divino accentrando i poteri dello Stato nella propria persona. L'attribuzione è però contestata.

## Le citazioni della frase
Nel 1818, lo storico Lémontey pubblicò un saggio in cui affermò che il re l'avesse pronunciata il 13 aprile 1655, allorché vietava ai parlamentari parigini di legiferare su materie già regolate dagli editti emanati in lit de justice. Secondo lo storico Bély, tuttavia, i registri parlamentari contengono per quella data la dichiarazione del re, effettivamente nel senso indicato dal Lémontey, ma non vi sarebbe traccia alcuna della frase celebre. Nel 1911, Ernest Lavisse aveva già esaminato i resoconti ufficiali, escludendo allo stesso modo la ricorrenza di questa espressione.
In realtà, anche altre fonti smentiscono che il sovrano francese l'abbia mai pronunciata; taluno ha riferito l'apparire di questa attribuzione a Jules Michelet, che effettivamente la cita nel suo Précis de l'histoire de France jusqu'à la Révolution française, ma che non lo dà alle stampe prima del 1834 (quindi molto dopo Lémontey). Come altri autori, però, Michelet più che altro volle porre in luce che nel pronunciare (se la pronunciò) la frase celebre, Luigi XIV non faceva esercizio di vanteria o di sbruffoneria, ma si limitava a enunciare un fatto; Vonglis torna più volte sul tema e ribadisce che se da un lato è impossibile provare che Luigi XIV abbia detto quella frase, dall'altro egli pensava di "essere lo Stato", poiché in una monarchia, non importa se assoluta, lo Stato può esistere, per definizione, solo nella persona del re. Mauriac ricorda peraltro che Madame Du Barry chiamava il successore, e suo amante, Luigi XV semplicemente "La France", e quindi sarebbe stato un uso della lingua del tempo, perpetuato sino a de Gaulle, che similmente affermava "Je suis la France" (io sono la Francia).
Dopo Michelet, anche il Barthélemy attribuì la frase al sovrano assoluto, ma la novità è che nell'opera del 1835 Douze journées de la Révolution (Dodici giornate della Rivoluzione) contestualizzò in un modo differente dai precedenti quando e come il re l'avrebbe detta: un deputato avrebbe usato l'espressione "Le Roi et l'État" (il Re e lo Stato) e Luigi XIV avrebbe replicato "L'État c'est moi!", frase che - chiosa sapidamente questo autore - sarebbe servita da carta costituzionale sino al 1789.
Invero, nel 1849, anche Chateaubriand incluse la frase nel suo Mémoires d'outre-tombe:
(Chateaubriand, Mémoires d'outre-tombe, pag. 366 - 1849)
Nello stesso 1849, comunque, la rivista parigina di scienze sociali Le Salut du peuple citò l'espressione per riferire dei fermenti del 1845 in cui era stata utilizzata per sostenere la cessione della sovranità al popolo, che dunque come popolo già affermava "lo Stato sono io" in modo assolutistico.
Fra il vero e il verosimile, dunque, a seconda delle fonti la frase sembrerebbe non essere stata pronunciata dal monarca, e tuttavia per molti più autori avrebbe potuto esserlo poiché ne descriveva il modo di imperio. Osserva allora l'Abad che forse il re non si crucciava, come gli studiosi, del rapporto concettuale fra Stato e funzione regale, ma la storia di un re i cui ordini erano trascritti dai funzionari, le memorie redatte da scrittori, e le frasi riportate da memorialisti, ne prova l'impenetrabilità sua e l'impossibilità degli studiosi di individuarne il reale pensiero. Il re di frase ne formulò una non compatibile con quella famosa il 26 agosto 1715, sul suo letto di morte, con intorno alcuni cortigiani e il marchese de Dangeau che la trascrisse: Je m'en vais, mais l'État demeurera toujours (Io me ne vado, ma lo Stato resterà sempre).